# Phillips County, Kansas
Phillips County är ett administrativt område i delstaten Kansas, USA, med 6 001 invånare. Den administrativa huvudorten (county seat) är Phillipsburg.

## Geografi
Enligt United States Census Bureau har countyt en total area på 2 318 km². 2 295 km² av den arean är land och 22 km² är vatten.

### Angränsande countyn
- Harlan County, Nebraska - norr
- Franklin County, Nebraska - nordost
- Smith County - öst
- Rooks County - söder
- Graham County - sydväst
- Norton County - väst

### Orter
- Agra
- Glade
- Kirwin
- Logan
- Long Island
- Phillipsburg (huvudort)
- Prairie View
- Speed